# Род (биология)
Род (лат. genus, мн. ч. genera, от др.-греч. γένος) — вторая главная категория в биологической систематике, следует в таксономии за категорией вид.
Один из основных рангов иерархической классификации в биологической систематике.

## Описание
В иерархии систематических категорий род стоит ниже семейства и трибы и выше вида.
Например, род бабочек огородные белянки (Pieris) — один из многих родов семейства белянок (Pieridae). В свою очередь, род огородные белянки (Pieris) состоит из множества видов, один из которых — капустница, или белянка капустная (Pieris brassicae).
По количеству видов, которые в него входят, род может быть:
- политипным — содержащим большое число видов;
- олиготипным — содержащим небольшое число видов;
- монотипным — содержащим один вид.

## Номенклатура
Научное название рода униноминально, то есть состоит из одного слова.
Были разработаны международные кодексы биологической номенклатуры. Они требуют, чтобы единое название рода было по форме латинским, то есть было написано буквами латинского алфавита и подчинялось правилам латинской грамматики. Название рода рассматривается как имя существительное в единственном числе и пишется с заглавной буквы. Других ограничений нет, поэтому названием рода может быть как слово, заимствованное из классической латыни (например, название рода лисиц — Vulpes), так и латинизированное слово из любого языка (чаще всего — из древнегреческого). Нередко название рода является словом, образованным от фамилии или имени (например, название рода цветковых растений Linnaea — от одного из вариантов фамилии Карла Линнея, Linnaeus).
Кодексы биологической номенклатуры:
- Международный кодекс ботанической номенклатуры, включает названия грибов и лишайников, хотя они не являются растениями;
- Международный кодекс зоологической номенклатуры;
- Международный кодекс номенклатуры бактерий;
- Международный кодекс номенклатуры вирусов.

От основы родового названия образуются названия таксонов группы семейства (трибы, семейства и производные от них ранги).

## Гибридный род
Гибридный род — условное название, обозначающее совокупность гибридов, относящихся к двум родам (иногда к большему числу родов).
Названия гибридных родов должны начинаться со знака × (знака умножения, знака гибридного происхождения). Эти названия могут образовываться двумя способами:
- в виде сжатой формулы; например, ×Amarine [= Amaryllis × Nerine];
- от латинизированных фамилий или имён путём добавления к ним -ara; например, ×Vuylstekeara [= Cochlioda × Miltonia × Odontoglossum].

## Омонимия
В пределах юрисдикции каждого из биологических номенклатурных кодексов родовые названия не должны повторяться (являться омонимами). Это означает, что названия двух различных родов растений не могут быть одинаковыми, как и названия двух различных родов животных (но название рода растения и название рода животного могут совпадать — и таких совпадений насчитывается несколько десятков).
При обнаружении таксономических омонимов принимаются меры по их устранению, суть которых заключается в том, что действительным названием признаётся лишь старший омоним (то есть тот омоним, который был опубликован раньше), а младшие омонимы замещаются.